# Strażnicze Naroże
Strażnicze Naroże – przełęcz na wysokości 649 m n.p.m. w południowo-zachodniej Polsce w Sudetach Środkowych, w Górach Stołowych, w paśmie Zaworów.
Przełęcz położona jest na południowy wschód od Chełmska Ślaskiego, na południowej granicy Polski z Czechami.

## Fizjografia
Jest to wyraźne szerokie, obniżenie o stromych zboczach i łagodnych podejściach, wcinające się ponad 50 m w piaskowcowe podłoże Zaworów. Przełęcz oddziela wzniesienie Zielonka wznoszące się w granicznym grzbiecie, po południowej stronie, od najwyższego szczytu Zaworów Róg położonego po północnej stronie przełęczy. Obszar przełęczy w całości porośnięty jest lasem świerkowym regla dolnego. Przez przełęcz prowadzi droga gminna Chełmsko Śląskie - Mieroszów. Przełęcz stanowi węzeł szlaków turystycznych i dróg.

## Ciekawostka
Przełęcz nazwę przyjęła od posterunku obserwacyjnego żołnierzy WOP a później funkcjonariuszy Straży Granicznej, który znajdował się w pobliżu przełęczy, na załamaniu granicy państwowej.

## Turystyka
Przez przełęcz prowadzą szlaki turystyczne:
 – zielony szlak graniczny prowadzący wzdłuż granicy z Tłumaczowa do Przełęczy Okraj.
 żółty – szlak prowadzący od Łącznej do Krzeszowa i dalej.
 – czerwony szlak prowadzi z przełęczy na najwyższe wzniesienie Zaworów Róg.
 – Trasa rowerowa „Szlak cystersów”.
Na przełęczy na niewielkiej polanie znajduje się wiata turystyczna.